# Morchella importuna
A Morchella importuna é uma espécie de fungo da família Morchellaceae descrita na América do Norte em 2012. Ocorre em jardins, canteiros com lascas de madeira e outros ambientes urbanos do norte da Califórnia e na região noroeste do Pacífico dos Estados Unidos e do Canadá. O fungo também foi relatado na Turquia, Espanha, França, Suíça, Canadá e China, embora não se saiba se isso é resultado de introduções acidentais. É considerado um cogumelo comestível de escolha. Os ascomas desenvolvem um padrão distinto de cristas e sulcos na superfície de seus píleos cônicos.

## Taxonomia
Oficialmente descrita em 2012, a Morchella importuna foi uma das 14 novas espécies norte-americanas resultantes do Projeto de Coleta de Dados Morel (Morel Data Collection Project.). A localidade-tipo foi no Condado de King, Washington. Ela foi identificada anteriormente como espécie filogenética "Mel-10" em uma publicação de 2011, e erroneamente como a "morel preta clássica da América do Norte" em 2005, onde foi agrupada com a Morchella angusticeps e que, desde então, foi descrita como M. brunnea. O epíteto específico importuna, que significa "desconsiderado" ou "assertivo", refere-se ao hábito da morel de causar "consternação e angústia entre jardineiros e proprietários de casas cujo território foi invadido".
No entanto, conforme argumentado em um estudo recente de Richard e colegas, o nome Morchella importuna é provavelmente um sinônimo posterior de um táxon europeu antigo, como Morchella elata, Morchella vaporaria ou Morchella hortensis.

## Descrição

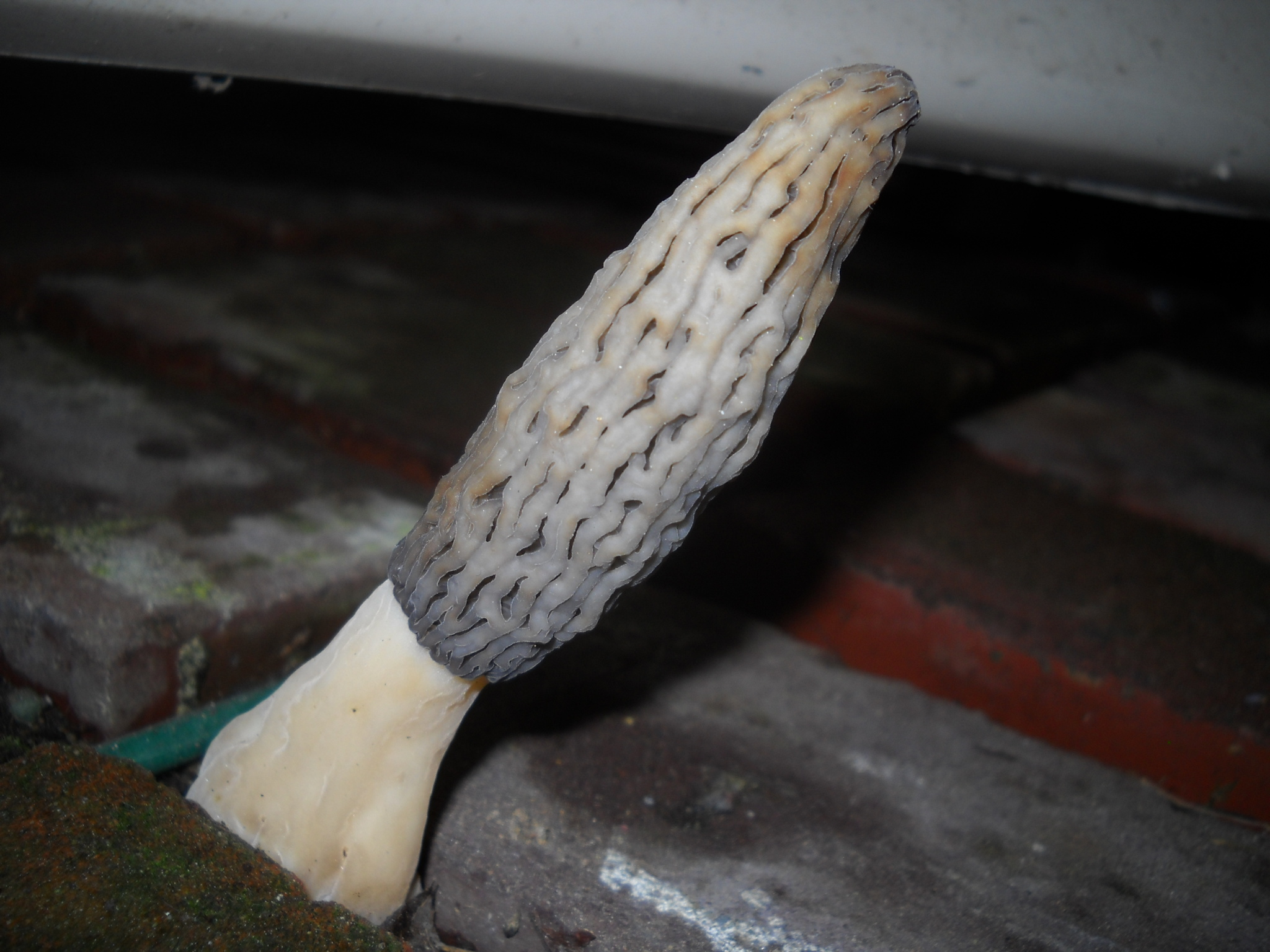
Nos ascomas imaturos, as cristas do píleo são arredondadas e a cor é predominantemente acinzentada.

Os ascomas têm de 6 a 20 cm de altura. O píleo tem de 3 a 15 cm de altura e mede de 2 a 9 cm de largura em seu ponto mais largo. É cônico a amplamente cônico ou, ocasionalmente, em forma de ovo. Sua superfície tem cristas e sulcos, com 12 a 20 sulcos verticais primários e numerosos sulcos horizontais que se cruzam, criando uma aparência de escada. O píleo é preso ao estipe com um seio de cerca de 2 a 5 mm de profundidade e largura. As cristas são lisas ou finamente aveludadas e coloridas de cinza claro a cinza escuro quando jovens, tornando-se marrom-acinzentado escuro a quase preto com a idade. São arredondadas sem corte quando jovens, mas depois se tornam afiadas ou erodidas. Os sulcos são alongados verticalmente em todos os estágios de desenvolvimento. Têm uma textura lisa ou finamente aveludada. Os sulcos se abrem e se aprofundam com o desenvolvimento, passando de cinza a cinza escuro quando imaturos para marrom acinzentado, oliva acinzentado ou amarelo acastanhado na maturidade. O estipe mede de 3 a 10 cm de altura e de 2 a 6 cm de largura, e geralmente é um pouco mais espesso perto da base. Sua superfície esbranquiçada a marrom-clara é lisa ou finamente farinhenta com grânulos esbranquiçados. Ela desenvolve sulcos e ranhuras longitudinais (especialmente perto da base) à medida que o ascoma amadurece. A carne é esbranquiçada a bronzeada aquosa, medindo de 1 a 3 mm de espessura no píleo oco; no estipe, esse tecido as vezes está disposto em câmaras ou camadas. A superfície interna estéril do píleo é esbranquiçada e pubescente (coberta por "pelos" curtos e macios).

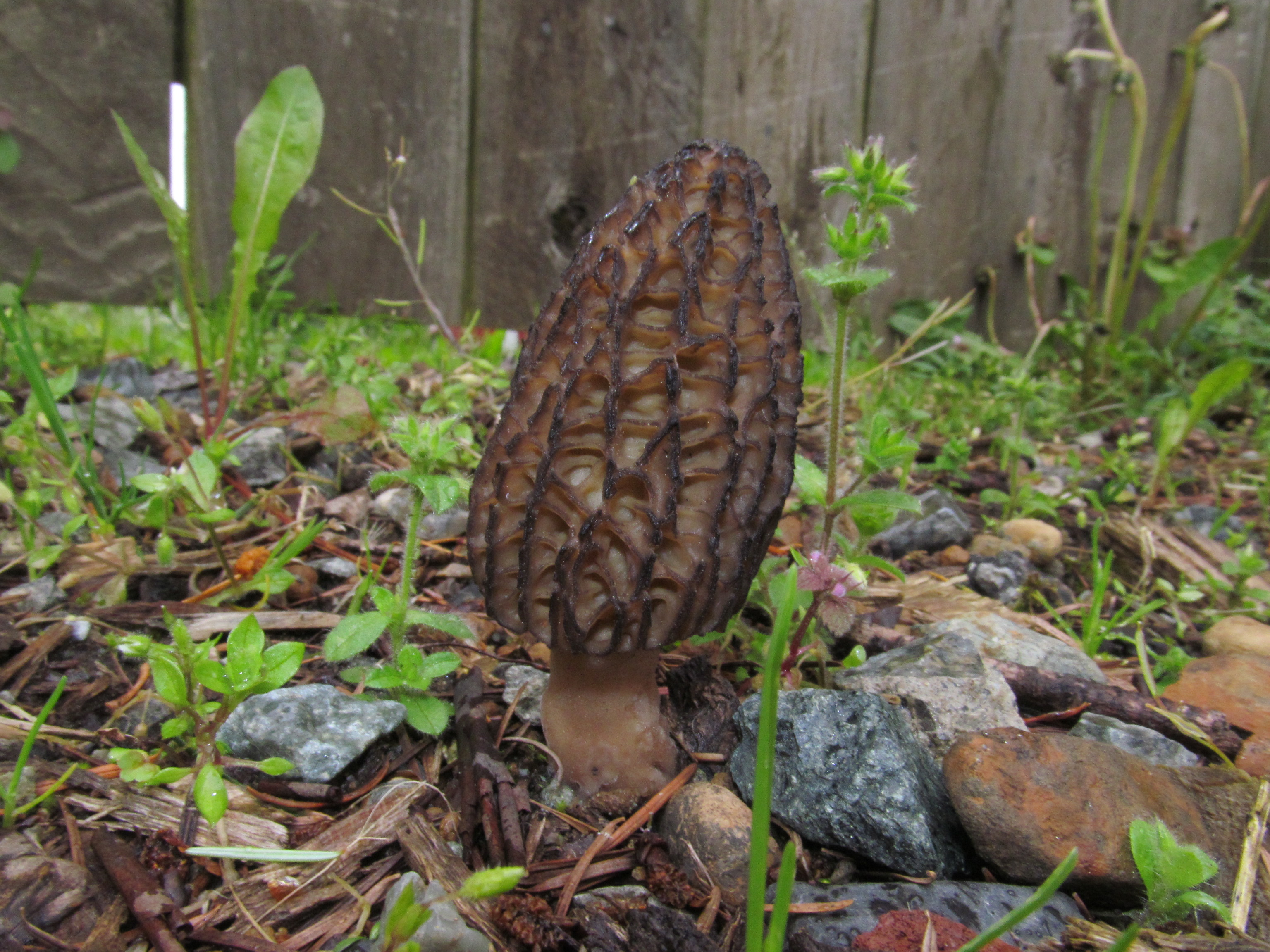
A Morchella importuna é encontrada em ambientes urbanos, como jardins e canteiros com lascas de madeira.

Os esporos são elípticos, lisos e medem 18-24 por 10-13 μm. Os ascos cilíndricos, hialinos (translúcidos), têm oito poros, medindo 220-300 por 12-25 μm. As paráfises são septadas, medindo 150-250 por 7-15 μm. Elas são cilíndricas com pontas de formatos variados: arredondadas a aproximadamente em forma de taco, pontiagudas ou em forma de fusível. Os elementos nas cristas estéreis são septados e medem 25-300 por 10-30 μm. As células terminais são cilíndricas com uma ponta arredondada de formato variável semelhante ao das paráfises. Tanto as paráfises quanto as células terminais são hialinas ou amarronzadas em hidróxido de potássio diluído (2%).
Como membro do grupo Morchella elata de morels pretos, a M. importuna é procurada como um cogumelo comestível de escolha. Os morels crus são venenosos e devem ser sempre cozidos.

### Espécies semelhantes
O raro morel do noroeste do Pacífico Morchella hotsonii, conhecida apenas por sua coleção-tipo, é bastante semelhante em aparência à M. importuna. A primeira espécie se distingue por sua superfície finamente aveludada.

## Habitat e distribuição
Um fungo saprófito, os cogumelos da Morchella importuna crescem em lascas de madeira, jardins, fogueiras, jardineiras e praticamente qualquer terreno perturbado em áreas urbanas. Kuo sugere que ela tem tendências micorrízicas quando cultivada em um ambiente com árvores. Conhecido principalmente no norte da Califórnia e na região noroeste do Pacífico dos Estados Unidos, foi relatado na Colúmbia Britânica (Canadá), Califórnia, Washington, Nevada e Oregon, embora tenha havido alguns relatos isolados do morel do meio-oeste dos Estados Unidos e do leste da América do Norte. A frutificação ocorre na primavera, de março a maio. Identificada como espécie filogenética "Mel-10", a Morchella importuna também foi encontrada na Turquia e na China, mas ainda não está claro se a dispersão entre esses locais distantes ocorreu naturalmente ou por meio da introdução acidental por seres humanos.